# فرط النوم
فرط النوم  يتمثل في زيادة النوم ضمن دورة اليوم الكامل (24 ساعة) وعدم القدرة على الوصول إلى الشعور النشاط الذي يأتي عادة من النوم وكما ورد في النسخة الخامسة من الدليل التشخيصي الإحصائي للاضطرابات النفسية الذي تم نشره في عام 2013 على أنه اضطراب في النوم يتمثل في الشعور الزائد بالنعاس خلال النّهار وعدم القدرة على الوصول إلى الشعور للنشاط الذي يأتي عادي من النوم  ، أو النوم ليلاً لفتراتٍ طويلةٍ تزيد عن الحد الطبيعي لما يحتاجه الإنسان. وينقسم إلى عدّة أنواع فرعية.

## الأعراض
يعد العرض الأهم عند الأشخاص الذين يعانون من فرط النوم هو الشّعور الزائد بالنعاس أثناء النَّهار حتى وإن أخذوا قسطاً كافياً من النوم أثناء الليل، كما أن المريض قد ينام لساعات طويلة ليلاً تزيد عن حاجة الإنسان الطبيعي، ولتشخيص الإنسان كمريض بفرط النوم يجب أن يتم ذلك بعد متابعة لمدّة ثلاثة أشهر على الأقل.

## فرط النوم إحصائيّاً
يصيب فرط النوم تقريباً 5% من سكان العالم، مع العلم بأن النسبة الأعلى من المرضى هم من الذكور وذلك نتيجةً لحالة انقطاع النفس الانسدادي النومي.

## التشخيص
يجب أن تُقدَّر خطورة ودرجة النعاس الزائد أثناء النهار بمقاييس خاصة/ ذاتية (كمقياس إبوورث للنعاس ESS الذي يتكوّن من ثمانية أسئلة تُطرح على المريض)، وفُحوص هادفة كاختبار MSTL لدراسة مدى سرعة النوم أثناء النهار على فترات عدة. كما ويُستخدم مقياس ستانفورد للنعاس SSS لتشخيص هذه الحالة أيضاً.
وعندما يُقرّر أن المريض يعاني من حالة النعاس الزائد نهاراً، يتم عمل فحص طبي كامل، وتقييم شامل للاختلالات الكامنة عنده لإجراء المزيد من الفحوص التشخيصيّة (وغالباً ما يكون ذلك مكلفاً ويأخذ وقتاً طويلاً).

## التشخيص المميٍّز
فرط النوم قد يكون أولي (من أصل مركزي/الدماغ)، أو قد يكون ثانوي نتيجةً لأي من الحالات الصحية العديدة. وقد يوجد أكثر من نوع من حالات فرط النوم عند المريض الواحد. حتى وإن كان سبب الإصابة معروفاً، فإن من الواجب تقييم دور هذا السبب في المعاناة من حالة النعاس الزائد نهاراً. وعندما تكون العلاجات المخصصة لهذه الحالة هذه غير كافية للتخلص من الشعور بالنعاس الزائد، عندها يجب البحث عن المزيد من الأمور التي قد تكون سبباً في هذا المرض. فعلى سبيل المثال، لو كان هناك مريض يعاني من انقطاع أو توقّف التنفس بشكل مؤقت، وقد تمّت معالجته عن طريق ضغط الهواء بشكل مستمرّ في المجاري التنفسية CPAP، إلا أن ذلك لم يكن كافياً للتخلص من حالة النعاس الزائد، عندها يجب البحث عن أسباب أخرى للعرض. إن توقّف التنفس أثناء النوم يحدث بشكل متكرّر في حالة التغفيق - وهو أحد اضطرابات النوم يتعرض فيها الفرد إلى نوبات شديدة من النوم لا يمكن مقاومتها أثناء الأنشطة اليومية – وقد يكون سبباً في تأخير التشخيص بهذه الحالة لعدة سنوات كما قد يتعارض مع التدبير الأمثل لها.

### فرط النوم الأولي
تشمل أنواع فرط النوم الأولي: التغفيق (مع أو بدون ارتخاء العضلات cataplexy)، فرط النوم ذاتي العلة (مجهول السبب)، وفرط النوم المتتابع (كما في متلازمة كلاين ليفين).

### أشباه فرط النوم الأولي
يوجد هناك أيضاً عدة اختلالات جينية مرتبطة بفرط النوم المركزي/الأولى. وهي تشمل: متلازمة برادر- ويلي، مرض نوري، مرض نيمان بك نوع سي C، والضمور العضلي. ومع ذلك، فإن فرط النوم في هذه الاختلالات قد يكون مرتبطاً بمسبباتٍ ثانويةٍ، لذلك فإن من الضروري عمل تقييم وتفعيل شامل للحالة. إن من المثير للانتباه معرفة أن ضمور العضلات غالباً ما يكون مرتبطاً ببداية نوم حركة العين السريعة SOREMPs (كما يحدث في حالة التّغفيق).
هناك العديد من الاضطرابات العصبيّة التي قد تشبه فرط النوم الأولي، التغفيق، وفرط النوم مجهول السبب، منها: أورام الدماغ، السكتة الدماغية، وخلل وظائف المهاد؛ تحت المهاد (الهيبوثالامس)؛ أو جذع الدماغ. كما أن حالات انحلال أو تلف الأعصاب كمرض الزهايمر، الباركنسون (الشلل الرعاشي)، أو ضمور أجهزة الجسم المختلفة MSA ترتبط باستمرار بفرط النوم الأولي. ولكن في هذه الحالات يجب استثناء الأسباب الثانوية الأخرى.
إن استسقاء الرأس/الدّماغ المبكّر (وهو تراكم السائل النخاعي في الجيوب والتجاويف الداخلية للدماغ) من الممكن أن يسبب حالة النعاس الزائد نهاراً، بالإضافة إلى ذلك، فإن إصابات الرأس قد ترتبط بفرط النوم المركزي/الأولي، ويمكن ملاحظة بعض الأعراض كتلك المصاحبة لفرط النوم مجهول السبب خلال 6-18 شهراً بعد الإصابة، إلا أن هذه الأعراض كوجع الرأس، فقدان الذاكرة، وقلّة أو ضُعف التركيز، تتركز في إصابات الرأس أكثر منها في فرط النوم مجهول السبب. «وقد سُجٍّلت حالات من احتماليّة حدوث تغفيق ثانوي عند الأشخاص الذين كانوا قد تعرّضوا مسبقاً إلى إصابات في الرأس بدون أعراض مصاحبة».

### فرط النوم الثانوي
إن حالات فرط النوم الثانوي كثيرة ومتعدّدة.
فقد يكون كنتيجة ثانوية لاختلالاتٍ عدةٍ، كالاضطِراب الاكتئابي، التصلّب المتعدد (اللويحي)، التهاب الدماغ، الصّرع، أو السُّمنة. كما قد يكون فرط النوم عَرَضاً لاضطِراب نومي آخر، كانقطاع النَفس الانسدادي النومي. كما قد يحدث كأثر جانبيٍّ ضارٍّ لتناول بعض الأدوية، أو الإفراط في شرب الكحول. غير أن فرط النوم قد يكون نتيجةً لوجود جيناتٍ معيّنةٍ عند بعض الأشخاص تهيٍّئهم للإصابة بفرط النوم. وفي بعض الحالات قد يكون نتيجة عامل فيزيائي كوجُود ورمٍ، إصابةٍ في الرأس، أو خللٍ في الجهاز العصبي الذّاتي أو المركزي.
تعد حالة انقطاع النفس الانسدادي النومي من أكثر الحالات المسبٍّبة لفرط النوم الثانوي، حيث تصيب 4% من البالغين متوسّطي الأعمار، أغلبهم من الرجال. وتعد حالة مقاومة (ممانعة) التنفس أثناء الليل UARS واحدة من المتغيّرات السريريّة المصاحبة لانقطاع النفس الانسدادي النومي والتي قد تتسبّب في فرط النوم الثانوي، كغيرها من اضطرابات النوم المصاحبة (كالتغفِيق). إن هناك العديد من حالات مقاومة (ممانعة) التنفس أثناء الليل UARS تتسبّب في حالة النعاس الزائد نهاراً حتى بعد معالجتها عن طريق ضغط الهواء بشكل مستمرّ في المجاري التنفسية CPAP، مشيرةً إلى أسبابٍ إضافيّةٍ لفرط النوم تحتاج المزيد من التقييم.
إن من الممكن لاضطرابات الحركة أثناء النوم، كمتلازمة تململ الساقين RLS واضطراب حركة الأطراف أثناء النوم PLMD or PLMS أن تسبب فرط النوم الثانوي أيضاً. مع العلم بأن متلازمة تململ السَّاقين RLS تسبب أيضاً حالة النعاس الزائد نهاراً، بعكس اضطراب حركة الأطراف أثناء النوم الذي لم يوجد أي دليل بأنَّه يسبب أو له دور في مثل هذه الحالة. في الواقع، اثنتان من الدراسات أشَارتا إلى عدم وجود أي علاقة تربط بين اضطراب حركة الأطراف أثناء النوم وبين المعطيات المتعلٍّقة بحالة النعاس الزائد نهاراً. بالإضافة إلى ذلك، فإن هذه الحالة (حالة النعاس الزائد نهاراً) تُعالَج عن طريق المحفزات النفسية، وليس باستخدام عوامل أو مواد محتوية على مادَّة الدوبامين تُعرَف بمقدرتها على تثبيط اضطرابات حركة الأطراف أثناء النوم.
غالباً ما تؤدي الاضطرابات العصبية العضلية واختلالات النخاع الشوكي إلى اضطرابات أثناء النوم، نتيجةً لخللٍ ما في الجهاز التنفسي، ينتج حالة انقطاع النفس الانسدادي النومي، كما من الممكن أن تؤدي إلى الأرق كنتيجةٍ للألم المصاحب. وهنالك تغيّرات واختلالات أخرى تحدث أثناء النوم، كاضطِرابات حركة الأطراف أثناء النوم عند الأشخاص المصابين بأمراض النخاع الشوكي قد تمّ الكشف عنها باستخدام تخطيط النوم (Polysomnography).
إن من النَّادر تشخيص فرط النوم الأولي عند مرضى السٍّكَّري، والأشخاص المصابين بالاعتلال الدماغي الكبدي، أو حتى بِداء ضخامة الأطراف. ولكن مثل هذه الحالات الطبية يمكن أن ترافق الإصابة بفرط النوم الثانوي، وانقطاع النفس الانسدادي النومي، وكذلك اضطراب حركة الأطراف أثناء النوم.
قد ترتبط متلازمة التّعب المزمن ومُتلازمة الألم العضلي المتفشّي (فيبروميالغيا) بفرط النوم. "وتُشخّص متلازمة التّعب المزمن بالشعور الدائم أو المتقطٍّع بالإعياء الذي لا يمكن التخلّص منه بمجرّد النوم أو الراحة. ويُظهر جهاز تشخيص وتسجيل التَّغيُّرات الفيزيائية والحيويّة أثناء النوم (Polysomnography) انخفاض كفاءة النوم، كما قد تتخلّله أمواج ألفا التي يتم تسجيلها بجهاز تخطيط أمواج الدّماغ. وقد وُجِد أن عدد من الحالات التي تُعرف على أنها مرتبطة بمتلازمة التّعب المزمن، هي حالات غير مميزة في متلازمة مقاومة التنفس أثناء النوم" أو حتى اختلالات النوم الأخرى، كالنوم القهري (التغفيق)، انقطاع النفس الانسدادي النومي، واضطراب حركة الأطراف أثناء النوم، إلخ.
تماماً كما يحدث في متلازمة التعب المزمن، فإن متلازمة الألم العضلي المتفشٍّي (فيبروميالغيا) قد ترتبط بنشاط غير طبيعي لأَمواج ألفا (تتمثّل بحالة من التَّيقُّظ) خلال نوم حركة العين غير السريعة (NREM). وقد أظهرت دراسة قام بها بعض الباحثون أن أي تشويش أو انقطاع في المرحلة الرَّابعة من النوم عند أشخاص في سن الشباب ويتمتَّعون بصحة جيّدة، قد يؤدي إلى ضعف العضلات مع حالة من الألم الشديد عند الضغط عليها، كتلك التي تصاحب «متلازمة نَهَك الجهاز العظمي العضلي». ويزول هذا الألم بمجرَّد أن يسترجع الأشخاص المصابين بهذه الحالة نمط نومهم الاعتيادي.
غالباً ما يرتبط مرض الكلى المزمن بأعراض النوم والشعور الزّائد بالنعاس نهاراً. إذ يعاني حوالي 80% من المرضى الذين يقومون بغسيل الكلى من اضطرابات النوم. وتزيد احتماليّة حدوث انقطاع النفس الانسدادي النومي بمقدار 10 أضعاف عند مرضى اليوريمية (تبولن الدم) عن الأشخاص العاديّين، كما قد تصيب 30-80% ممّن يقومون بغسيل الكلى، مع أنّ إجراء غسيل الكلى أثناء الليل قد يحسٍّن من ذلك. يعاني تقريباً 50% من المرضى الذين يقومون بغسيل الكلى من فرط النوم، إذ إن أمراض الكلى الخطيرة قد تسبّب حالة من الاعتلال الدماغي نتيجة تبولن الدّم، وزيادة في السيتوكين المحفّزة للنوم، وكذلك اختلال في كفاءة النوم. كما أن 70% من المرضى الذين يقومون بغسيل الكلى قد يصابون بالأرق، وكذلك قد تصيب متلازمة تململ السّاقين واضطراب حركة الأطراف أثناء النوم 30% منهم، مع ذلك، فإن مثل هذه الحالات قد يبدأ بالتحسن بعد غسيل أو زراعة الكلى.
معظم أنواع السرطان وعلاجاته يمكن أن تسبّب الإعياء والنوم المضطرب، إذ تصيب 25-99% من المرضى وغالباً ما تستمرّ لسنوات عدّة بعد العلاج التام. «يعد أرق النوم صفة عامّة ودليل للإعياء عند مرضى السّرطان، ويوضّح تخطيط النوم انخفاض كفاءة النوم، ازدياد المدّة اللازمة للنوم، والاستيقاظ لفترات أطول ليلاً.» إن متلازمة الإصابة بالورم الثانوي (تكون الأعراض فيه نتيجة الهرمونات وغيرها، وليس بسبب كتلة الورم نفسه كالمعتاد) يمكن أن تسبٍّب الأرق، فرط النوم أو حتّى الباراسومنيا (وتتمثل باختلال الحركات والتّصرّفات والمشاعر أثناء النوم).
إن الأمراض المناعيّة الذّاتية، وبالأخصّ الذّئبة الحماميّة الشاملة والتهاب المفاصل الرّوماتويدي، غالباّ ما ترتبط بفرط النوم كذلك. إن متلازمة مارفان تُعدّ مثالاً لمرض مناعي نادر يسبب فرط النوم. وكذلك فإن الدّاء البطني يُعتبر مثالاً على مرض مناعي غالباً ما يرتبط بانخفاض كفاءة النوم (والذي قد يؤدي لفرط النوم)، "ليس فقط خلال التّشخيص، ولكن أيضاً أثناء العلاج بالأغذية الخالية من الجلوتين. وقد وجد أن الداء البطني قد يصاحبه حالات من فرط النّوم المركزي، وكذلك بالنّسبة لمُتلازمة تململ السّاقين، "فهي تتكرّر كثيراً في هذا الدّاء" إذ إن من المحتمل أن يكون ذلك بسبب نقص الحديد في الجسم.
إن قصور الدّرقيّة ونقص الحديد في الجسم (مع أو بدون فقر الدّم) يمكن أيضاً أن يسبّب فرط النوم الثّانوي. وحاليّاً يتم إجراء اختبارات فحُوص الدّم وبالتالي يمكن معالجة هذه الحالات. ويمكن أن تظهر حالة فرط النوم بعد أشهرٍ من الإصابة بالفيروسات كداء ويلز، كثرة الوحيدات العدوائيّة، وفيروس العوز المناعي البشري، ومتلازمة غيلان باريه.
إن متلازمة نقص الدّم المتعلّقة بتصرّفات المريض يجب أن تؤخذ بعين الاعتبار أثناء التشخيص المميّز لفرط النّوم الثّانوي. مثل هذا الاختلال يحدث عند الأشخاص الذين يفشلون في أخذ قسط كافٍ من النوم على الأقل لمدّة ثلاثة أشهر. في مثل هذه الحالة، يعاني المريض من اضطراب النّوم (حرمان النوم المزمن)، مع العلم بأن المريض قد لا يعلم بذلك. مثل هذه الحالات غالباً ما تكون سائدة في المجتمعات الغربيّة نتيجةً للاحتياجات والمتطلّبات العصريّة والتغيّرات الواقعة على الأفراد.
هناك العديد من العلاجات والأدوية التي قد تؤدي إلى فرط النوم الثانوي، ولذلك يجب مراجعة كافّة الأدوية التي يأخذها المريض خصوصاً فيما يتعلّق بالأعراض الجانبيّة الخاصّة بالنوم والإعياء. وفي مثل هذه الحالات، يجب التقليل التدريجي لاستخدام الأدوية المسبّبة لذلك، ولكن بحذر شديد، وتستخدم أدوية بديلة بعد ذلك.
إن اضطرابات المزاج، كالاكتئاب، واضطراب القلق، واضطراب ذو اتّجاهين (الاضطراب الوجداني ثنائي القطب أو الهوس الاكتئابي) قد تصاحب فرط النّوم، وغالباً ما ترتبط حالة النعاس الزائد نهاراً وقلّة النوم ليلاً بها كذلك. «كما قد يصاحب الأرق وحالة النعاس الزائد نهاراً هذه الاضطرابات، خاصّةً عند الاكتئاب.» إن فرط النّوم المصاحب لاضطرابات المزاج غالباً ما يرتبط «بقلّة الاهتمام والشّعور بالخمول ونقص الطّاقة أكثر من الميول لزيادة النّوم أو نوم حركة العين السّريعة». في جميع هذه الحالات، فإن بداية نوم حركة العين السريعة SOREMPs تكون ضمن الوضع الطّبيعي.

## العلاج
على الرّغم من عدم وجود علاج لفرط النوم المزمن، إلا أن هناك عدة علاجات من شأنها تحسين نوعيّة الحياة عند المريض، بالاعتماد على السّبب أو الأسباب التي أدت إلى حالة فرط النوم بناءً على التّشخيص.

## اقرأ أيضا
- قلة النوم
- أرق